# Działyński-Palast

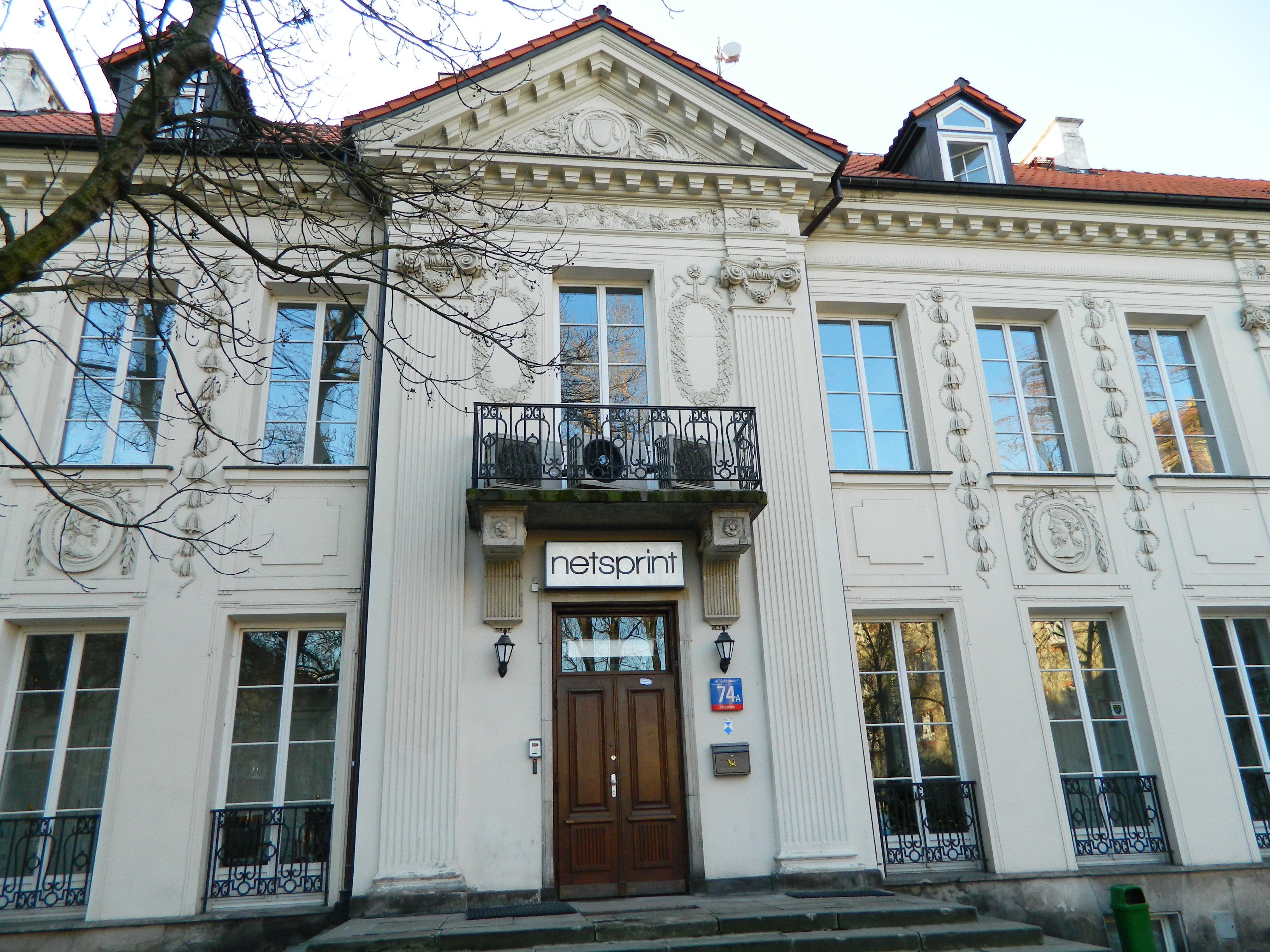
Der Eingang zum Palast, der heute als Büro genutzt wird

Der Działyński-Palast, eine ehemalige Magnatenresidenz, befindet sich in Warschau an der Aleja Solidarności 74a (ehemals Ulica Mylna 13). In dem nach dem Krieg auf den Ruinen des vormaligen Ghettos entstandenen Stadtviertel Muranów ist er eines der wenigen wiederaufgebauten Gebäude. In unmittelbarer Nähe befinden sich die evangelisch-reformierte Kirche (Kościół Ewangelicko-Reformowany) sowie die Warschauer Kammeroper (Warszawska Opera Kameralna). Heute befinden sich im Gebäude Büros.

## Geschichte
Ursprünglich stand hier ein im 17. Jahrhundert errichtetes Herrenhaus der Familie Leszczyński. Im Jahr 1714 übernahm die Familie Potocki das Anwesen und ließ hier einen kleinen Neubau mit seitlichen Pavillons errichten. Vermutlich unter Wincenty Potocki wurde zu Beginn der 1760er Jahre das Haupthaus mit diesen Pavillons zu dem heute vorhandenen langgestreckten Gebäude verbunden. Etwa von 1785 bis 1788 erfolgte dann ein Umbau der Inneneinrichtung unter Chrystian Piotr Aigner für Stanisław Kostka Potocki. Dabei kam es auch außen zu einer Anpassung an einen frühklassizistischen Stil. 1789 befand der Palast sich im Besitz des Bankiers Piotr Blank. Von 1790 bis 1820 gehörte er zum Eigentum der Familie Działyński. Ignacy Działyński richtete hier seine Bibliothek ein und verwahrte im Gebäude seine Kunstsammlungen. Zur Vorbereitung des Kościuszko-Aufstandes trafen sich im Palast dessen Organisatoren.
Im 19. Jahrhundert diente er als Sitz einer Freimaurerloge. Nach mehrfachem Besitzerwechsel gehörte der Palast ab 1823 der evangelisch-reformierten Gemeinde. Im Jahr 1828, wurde hier eine Wojwodschaftschule für praktische Pädagogik (Szkoła Wojewódzka Praktyczno-Pedagogiczna) eröffnet, als deren Direktor Tomasz Dziekoński fungierte. Später war hier das zweite Warschauer Gymnasium untergebracht, das auch von Karol Levittoux (dem hier heute eine Gedenktafel gewidmet ist) besucht wurde. Im Jahr 1869 bestand hier die Frauenherberge „Konradi“.
Während des Warschauer Aufstandes brannte der Palast 1944 aus. Er wurde 1957 als Jugendkulturheim mit veränderter Einrichtung wiederaufgebaut und dient heute als Bürogebäude.